# Sonate für Oboe und Klavier (Poulenc)
Francis Poulencs Oboe Sonata für Oboe und Klavier entstand im Jahre 1962. Sie ist eins der letzten Stücke, das er vollendete, und zudem auch das letzte für ein Solo-Blasinstrument.
Die Sonate widmet Poulenc mit den Worten „à la mémoire de Serge Prokofieff“ dem berühmten Komponisten Sergei Prokofjew, dessen Klavierwerke er sich vor allem für den zweiten Satz zum Vorbild genommen hat. 
Das Stück hat drei Sätze:
1. Elégie (Paisiblement, sans presser) (Elegie)
2. Scherzo (Très animé) (Scherzo)
3. Déploration (Très calme) (Déploration = Klage)

Die Sätze sind in der Reihenfolge langsam-schnell-langsam geschrieben, im Gegensatz zur traditionellen schnell-langsam-schnell Form.
Eine normale Aufführung dauert etwa 13–15 Minuten.
Die Sonate ist die letzte von Poulencs drei Sonaten für Holzblasinstrumente; der Sonate für Flöte und Klavier (1956) und der Sonate für Klarinette und Klavier (1962).